# Jean-Pierre Jeunet
Jean-Pierre Jeunet (n. 3 septembrie 1953

, Coteau, arondismentul Roanne) este un regizor, scenarist și producător de film francez.
După ce face o serie de animații și scurtmetraje cu Marc Caro, cunoaște succesul cu o producție comună, un lungmetraj de debut, Delicatessen. Stilul ciudat și comedia neagră creează un adevărat cult care îi  ajută pe cei doi să regizeze La Cite des enfants perdus, o feerie, un basm pentru copiii de toate vârstele. A fost remarcat la Hollywood și a fost angajat să regizeze Alien: Resurrection. Deși a fost un succes de casă, experiența lucrului cu studiourile i-a creat o mare frustrare. Ca și colegului său german Tom Tykwer sau precursorului american Terry Gilliam, lui Jeunet îi place să descrie cinematografic orice e imaginabil, de la inimile care pulsează și până la peștișorul sinucigaș din Amẻlie. Eroul său emblematic își oglindește propriul talent de magician realist, transformând viața celor din jurul ei într-o perpetuă adeverire a viselor. 
Filmele lui Jeunet sunt un omagiu adus creației imaginative inspirate mai degrabă de Marcel Carnẻ și de realismul poetic antebelic, decât de estetica Noului Val francez.

## Biografie
Jean-Pierre Jeunet și-a cumpărat primul aparat foto la vârsta de 17 ani și a realizat scurtmetraje în timp ce studia animația la Cinémation Studios.
Este căsătorit cu  Liza Sullivan din anul 1997.

## Filmografie

### Regizor

#### Scurt-metraj
- 1978 : L'Évasion, împreună cu Marc Caro
- 1980 : Le Manège, împreună cu Marc Caro
- 1981 : Le Bunker de la dernière rafale, împreună cu Marc Caro
- 1984 : Pas de repos pour Billy Brakko
- 1989 : Foutaises

#### Lung-metraj
- 1991 : Delicatessen, împreună cu Marc Caro
- 1995 : La Cité des enfants perdus, împreună cu Marc Caro
- 1997 : Alien, la résurrection
- 2001 : Le Fabuleux Destin d'Amélie Poulain
- 2004 : Un long dimanche de fiançailles
- 2009 : Micmacs à tire-larigot
- 2013 : L'Extravagant voyage du jeune et prodigieux T.S. Spivet[9]

#### Box-office
| Film                                                     | Anul  | Box-office în Franța |
| -------------------------------------------------------- | ----- | -------------------- |
| Delicatessen                                             | 1991  | 1.407.818 încasări   |
| La Cité des enfants perdus                               | 1995  | 1.304.898 încasări   |
| Alien, la résurrection                                   | 1997  | 2.845.095 încasări   |
| Le Fabuleux Destin d'Amélie Poulain                      | 2001  | 8.636.041 încasări   |
| Un long dimanche de fiançailles                          | 2004  | 4.454.783 încasări   |
| Micmacs à tire-larigot                                   | 2009  | 1.258.804 încasări   |
| L'Extravagant Voyage du jeune et prodigieux T. S. Spivet | 2013  | 636.371 încasări     |
| Total                                                    | Total | 20.543.810 încasări  |

#### Clipuri muzicale
- 1984 : La Fille aux bas nylons, Julien Clerc
- 1985 : Zoolook, de Jean Michel Jarre (alături de Marc Caro)
- 1987 : Tombé pour la France, Étienne Daho
- 1987 : Hélène, Julien Clerc
- 1988 : Souvenez-vous de nous, Claudia Phillips
- 1989 : Cache ta joie, Claudia Phillips
- 1991 : L'Autre Joue, Lio

### Scenarist
- 1981 : Le Bunker de la dernière rafale (scris împreună cu Gilles Adrien și Marc Caro)
- 1984 : Pas de repos pour Billy Brakko
- 1989 : Foutaises (scris împreună cu Bruno Delbonnel)
- 1991 : Delicatessen (scris împreună cu Gilles Adrien și Marc Caro)
- 1995 : La Cité des enfants perdus (scris împreună cu Gilles Adrien și Marc Caro)
- 2001 : Le Fabuleux Destin d'Amélie Poulain (scris împreună cu Guillaume Laurant)
- 2004 : Un long dimanche de fiançailles (scris împreună cu Guillaume Laurant după un roman de Sébastien Japrisot)
- 2009 : Micmacs à tire-larigot (scris împreună cu Guillaume Laurant)
- 2013 : L'Extravagant voyage du jeune et prodigieux T.S. Spivet

### Actor
- 1981 : Le Bunker de la dernière rafale, de Jean-Pierre Jeunet și Marc Caro
- 1983 : Pas de repos pour Billy Brakko, de Jean-Pierre Jeunet

## Colaborări
|                     | Delicatessen | La Cité des enfants perdus | Alien, la résurrection | Amélie | Un long dimanche de fiançailles | Micmacs | L'Extravagant voyage du jeune et prodigieux T.S. Spivet |
| ------------------- | ------------ | -------------------------- | ---------------------- | ------ | ------------------------------- | ------- | ------------------------------------------------------- |
| Aline Bonetto       |              |                            |                        | No     | No                              | No      | No                                                      |
| Urbain Cancelier    |              |                            |                        | No     | No                              | No      |                                                         |
| Marc Caro           | No           | No                         |                        |        |                                 |         |                                                         |
| Jean-Claude Dreyfus | No           | No                         |                        |        | No                              |         |                                                         |
| Bruno Delbonnel     |              |                            |                        | No     | No                              |         |                                                         |
| André Dussollier    |              |                            |                        | No     | No                              | No      |                                                         |
| Madeline Fontaine   |              |                            |                        | No     | No                              | No      | No                                                      |
| Ticky Holgado       | No           | No                         |                        | No     | No                              |         |                                                         |
| Mathieu Kassovitz   |              | No                         |                        | No     |                                 |         |                                                         |
| Darius Khondji      | No           | No                         | No                     |        |                                 |         |                                                         |
| Serge Merlin        |              | No                         |                        | No     |                                 |         |                                                         |
| Yolande Moreau      |              |                            |                        | No     |                                 | No      |                                                         |
| Ron Perlman         |              | No                         | No                     |        |                                 |         |                                                         |
| Dominique Pinon     | No           | No                         | No                     | No     | No                              | No      | No                                                      |
| Rufus               | No           | No                         |                        | No     | No                              |         |                                                         |
| Hervé Schneid       | No           | No                         | No                     | No     | No                              | No      | No                                                      |
| Audrey Tautou       |              |                            |                        | No     | No                              |         |                                                         |

## Premii

### Premiul César
- 1981
  - Premiul pentru cel mai scurt metraj de animație Le Manège
- 1991
  - Premiul pentru cel mai scurt metraj de ficțiune Foutaises
- 1992
  - Premiul pentru cel mai bun film Delicatessen
  - Premiul pentru cel mai bun scenariu original sau adaptat Delicatessen
- 2002
  - Premiul pentru cel mai bun film Le Fabuleux Destin d'Amélie Poulain
  - Premiul pentru cea mai bună regie Le Fabuleux Destin d'Amélie Poulain
  - Nominalizare pentru cel mai bun scenariu original sau adaptat Le Fabuleux Destin d'Amélie Poulain
- 2005
  - Nominalizare pentru cel mai bun film Un long dimanche de fiançailles
  - Nominalizare pentru cea mai bună regie Un long dimanche de fiançailles
  - Nominalizare pentru cel mai bun scenariu original sau adaptat Un long dimanche de fiançailles

### Oscar
- 2002
  - Nominalizare pentru cel mai bun scenariu original Le Fabuleux Destin d'Amélie Poulain
  - Nominalizare pentru cel mai bun film străin Le Fabuleux Destin d'Amélie Poulain

### Premiile Academiei Europene de Film
- 1991
  - Nominalizare pentru cel mai bun film Delicatessen
- 2001
  - Cel mai bun film și cea mai bună regie pentru Le Fabuleux Destin d'Amélie Poulain
  - Premiul publicului pentru Le Fabuleux Destin d'Amélie Poulain
- 2005
  - Nominalizare pentru cel mai bun regizor al Un long dimanche de fiançailles

### Premiul Edgar-Allan-Poe
- 2005
  - Premiul Edgar-Allan-Poe pentru cel mai bun scenariu al Le Fabuleux Destin d'Amélie Poulain